# Madita
Madita ist ein weiblicher Vorname.

## Herkunft und Bedeutung
Der Name Madita stammt aus der deutschen Übersetzung von Astrid Lindgrens Roman Madicken. Die Form Madita wurde 1961 von der Übersetzerin Anna-Liese Kornitzky geschaffen, im Original lautet der Name Madicken.
Im Buch deutet Astrid Lindgren den Namen als Koseform von Margareta, tatsächlich griff sie bei Madicken auf den Spitznamen ihrer Kindheitsfreundin Ann-Marie zurück.

## Namensträgerinnen

### Vorname
- Madita Giehl (* 1994), deutsche Fußballspielerin
- Madita van Hülsen (* 1981), deutsche Moderatorin
- Madita Kohorst (* 1996), deutsche Handballspielerin
- Madita Oeming (* 1986), deutsche Autorin
- Madita Spee (* 1984), deutsche Fußballspielerin
- Madita Tietgen (* 1995), deutsche Schriftstellerin
- Petra Madita Pape (* 1969), deutsche Musicaldarstellerin und Schauspielerin
- Rebecca Madita Hundt (* 1981), deutsche Schauspielerin und Sprecherin

### Künstlername
- Edita Malovčić (* 1978), österreichische Schauspielerin, Sängerin und Singer-Songwriterin